# Hi no Tori
Hi no Tori (яп. 火の鳥, Hi no Tori, «Фенікс») — незавершена серія манґи, написана та проілюстрована Осаму Тедзукою. Тедзука вважав Hi no Tori «справою всього його життя»; серіал складається з 12 частин, кожна з яких розповідає окрему, самодостатню історію і відбувається в різні епохи. Сюжети повертаються назад і вперед від далекого майбутнього до доісторичних часів. Історія так і не була завершена після смерті автора у 1989 році.
Кілька історій було адаптовано до аніме та ігрового фільму.

## Огляд
Hi no Tori — це про реінкарнацію. Кожна історія, як правило, пов'язана з пошуком безсмертя, уособленням якого є кров однойменного вогняного птаха, який, за малюнком Тедзуки, нагадує Фенхуана. Вважається, що кров дарує вічне життя, але безсмертя у Hi no Tori є або недосяжним, або страшним прокляттям, тоді як реінкарнація в буддистському стилі представлена як природний шлях життя. Сюжети розгортаються в часі: перший, «Світанок», відбувається в давні часи, а другий, «Майбутнє», — у далекому майбутньому. Наступні історії чергуються між минулим і майбутнім, що дозволяє Тедзуці досліджувати свої теми як в історичному, так і в науково-фантастичному контексті. У всіх оповіданнях з'являються різні повторювані персонажі. Наприклад, персонаж на ім'я Сарута з'являється неодноразово у вигляді різних предків і нащадків, які проходять суворі випробування у своїх епохах.
Тедзука розпочав роботу над попередньою версією Hi no Tori у 1954 році, і серія продовжувалася у різних формах до його смерті у 1989 році. Поступово історії, здавалося, зближувалися до сьогодення. Через смерть Тедзуки до завершення манґи, невідомо, як би все склалося далі. Науковець і перекладач Фредерік Л. Шодт, який знав Тедзуку за життя, писав, що він фантазував про таємну кінцівку, яка «чекає десь у сейфі, щоб бути розкритою посмертно». Це було не так, і остаточні наміри Тедзуки щодо Hi no Tori залишаються невідомими; тим не менш, епізодичний характер історії робить кожен том дуже доступним. Багато історій у Hi no Tori вирізняються експериментальним макетом та візуальним оформленням. Наприклад, «Космос» розповідає історію чотирьох космічних мандрівників, які змушені покинути космічний корабель в окремих рятувальних капсулах. Панелі історії організовані таким чином, що кожен персонаж має власний вертикальний або горизонтальний ярус на сторінці, підкреслюючи ізольованість астронавтів; яруси об'єднуються і розділяються, коли персонажі приєднуються і розлучаються. У дивовижній послідовності після смерті одного з персонажів він представлений на кількох сторінках серією порожніх чорних панелей.
Тедзука надихнувся на створення серіалу, прослухавши музику Ігоря Стравинського. Він також розповів, що створив образ Фенікса під враженням від Жар-птиці в мультфільмі режисера Івана Іванова-Вано «Горбоконик» (студія «Союзмультфільм»).

## Арки
Після кількох невдалих спроб написати перший розділ у 1950-х роках, опублікованих у журналах Manga Shōnen і Shōjo Club, Тедзука розпочав першу арку «Світанок» у 1967 році в журналі COM. Серіалізація Hi no Tori тривала протягом усієї його кар'єри, а після закриття COM у середині 70-х років манга перейшла до Manga Shonen. Останній том, «Сонце», був виданий в журналі Yasei Jidai.
Світанок (яп. 黎明編, Reimei-hen)
Перша частина, яка виходила у 1967 році. Ця історія відбувається у 240-70 роках нашої ери, в епоху правління королеви Хіміко з роду Яматай. Використовуючи свою армію на чолі з феодальним генералом Сарутахіко для вторгнення в Кумасо, вона шукає Фенікса і вічну молодість.
Майбутнє (яп. 未来編, Mirai-hen)
Друга частина, яка виходила у 1967–68 роках. За хронологією Hi no Tori, це остання історія, що відбувається наприкінці існування людства. У 3404 році світ став супермодернізованим, але людство досягло свого піку і демонструє занепад. Молодий чоловік на ім'я Масато Яманобе живе зі своєю дівчиною Тамамі, інопланетянкою-перевертнем. Переслідувані босом Масато, Роком, вони врешті-решт знаходять притулок на ізольованій базі божевільного вченого Сарути, який намагається зберегти життя на Землі за допомогою свого робота Робіти. Зрештою, спалахує ядерна війна.
Ямато (яп. ヤマト編, Yamato-hen)
Третя частина, яка виходила у 1968–69 роках. Ця історія відбувається у 320-50 роках (період Кофун) і заснована на легенді Ямато-такеру-но мікото. Занепалий король Ямато намагається написати власну версію історії Японії. Тим часом «варварське» плем'я Кумасо пише неупереджену історію. Король Ямато посилає свого молодшого сина Оґуну вбити вождя варварів Такеру. На своєму шляху Оґуна зустрічає Фенікса.
Космос (яп. 宇宙編, Uchū-hen)
Четверта частина, яка виходила у 1969 році; також відома під назвою «Всесвіт». Події відбуваються у 2577 році нашої ери, коли четверо астронавтів повинні врятуватися зі зруйнованого космічного корабля у рятувальних капсулах. Ті, що вижили, врешті-решт потрапляють на таємничу планету. Серед них — Сарута, який змагається з Макімурою за серце їхньої напарниці Нани. На цій дивній планеті вони врешті-решт зустрічають Фенікса.
Карма (яп. 鳳凰編, Hō-ō-hen)
П'ята частина, яка виходила у 1969–70 роках. Події відбуваються у 720—752 роках нашої ери, в період, коли було збудовано Дайбуцу Тодай-дзі за часів Нара. Одноокий і однорукий юнак Гао, предок Сарути, перетворюється на кровожерливого бандита, коли його відкидає рідне село. Він нападає на скульптора Аканемару, і шляхи двох чоловіків розходяться, але їхні долі залишаються пов'язаними. Аканемару стає одержимим Феніксом до такої міри, що втрачає з поля зору свої початкові мрії, в той час як Гао врешті-решт знаходить стан благодаті, незважаючи на постійні труднощі. Ця арка вважається шедевром Hi no Tori. Відеоігри для MSX та Famicom, розроблені Konami, були засновані на цьому томі.
Відродження (яп. 復活編, Fukkatsu-hen)
Шоста частина, яка виходила у 1970–71 роках. Події відбуваються у 2482-3344 роках нашої ери. В епоху робототехніки, технологій і науки молодий Леон гине в автокатастрофі. Його повертають до життя за допомогою наукової хірургії, але його тепер уже здебільшого штучний мозок змушує його бачити живих істот, у тому числі людей, як спотворені глиняні фігурки, а машини та роботів — як красунь. Леон закохується в робота-робітника Чіхіро, якого він сприймає як прекрасну дівчину, і готовий боротися за це заборонене кохання. У побічному сюжеті з'являється робот Робіта, який раніше з'являвся в арці «Майбутнє».
Плаття з пір'я (яп. 羽衣編, Hagoromo-hen)
Сьома частина, яка виходила у 1971 році. Заснована на міфологічній японській історії Хагоромо.
Ностальгія (яп. 望郷編, Bōkyō-hen)
Восьма частина, яка виходила у 1976–78 роках. Науково-фантастичний епос про розквіт і падіння цивілізації на оманливо названій пустельній планеті Едем і про пошуки хлопчиком планети своїх предків: Землю. В арці з'являються численні камео з інших науково-фантастичних історій про Фенікса, зокрема інопланетянин-перевертень Мупіс, який вперше з'явився в «Майбутньому», Макімура з «Космосу» та рання модель робота Чіхіро з «Відродження». Блек Джек також з'явився тут, але під іншим ім'ям.
Бурхливі часи (яп. 乱世編, Ranse-hen)
Дев'ята частина, яка виходила у 1978–80 роках. Історія розповідає про дроворуба на ім'я Бента та його кохану з дитинства Обу, яких розлучають і втягують у події війни Ґенпей. Різні історичні постаті, такі як Тайра но Кійоморі, з'являються як головні та другорядні персонажі. Хоча персонаж Гао (з «Карми») з'являється як 400-річний відлюдник і таким чином пов'язує «Бурхливі часи» з рештою манги, ця конкретна арка вирізняється значно натуралістичнішим підходом, майже без елементів фентезі (за винятком тих, що використовуються для комедійного ефекту, як-от телефони у 12-му столітті).
Життя (яп. 生命編, Seimei-hen)
Десята частина, яка виходила у 1980 році. Телепродюсер, який намагається роздобути людських клонів для участі в реаліті-шоу в стилі «Найнебезпечніша гра», усвідомлює свою помилку, коли його самого приймають за клона. Ця арка прикметна тим, що Фенікс з'являється лише у флешбеках, а також тим, що в ній представлена напівлюдська донька птиці, яка після цієї історії більше не з'являється.
Дивні істоти (яп. 異形編, Igyō-hen)
Одинадцята частина, яка виходила у 1981 році. Історія буддійської монахині (бгікшуні), яку Фенікс ув'язнив у часовому викривленні в покарання за її гріхи разом з її вірним слугою і змусив стати цілителькою, що лікує жертв воєн з усього часу і простору, включаючи людей, йокаїв і різних інопланетян. Ця глава написана за мотивами емакімоно «Хяккі Яко» відомого японського художника Тоси Міцунобу (однак сюжет арки являє собою практично повну протилежність цим ілюстраціям).
Сонце (яп. 太陽編, Taiyō-hen)
Дванадцята частина, яка виходила у 1986–88 роках. Це найдовша історія, і вона була останнім томом, завершеним перед смертю Тедзуки. У центрі сюжету — Харіма, молодий корейський солдат з королівства Пекче, якому воїни династії Тан замінили голову на голову вовка після поразки об'єднаних сил Пекче-Ямато в битві при Пекгані. Потім він тікає до Японії, де стає феодалом Інуґамі і потрапляє в епіцентр війни Дзінсін, а також долучається до великої битви між надприродними силами та мандрує в часі до похмурого майбутнього, де править теократія, яка претендує на захоплення Фенікса. Ця глава різко контрастує з попередніми історіями про Фенікса, які мали тенденцію до деміфологізації міфічних персонажів, наприклад, у «Світанку» багато синтоїстських богів зображені як звичайні люди. У цій главі, однак, показано широкий спектр міфічних істот, які борються проти Бодгісаттви.
Ранні роботиОхоплює прототипи арк серії 1950-х років: незавершену версію арки «Світанок» 1954-55 років, що публікувалася в Manga Shōnen та арки «Єгипет», «Греція» і «Рим», що виходили в Shōjo Club у 1956-57 роках.

## Публікація
| Назва                                                                      | Арка                    | Журнал                        | Період                      | Нотатки |
| -------------------------------------------------------------------------- | ----------------------- | ----------------------------- | --------------------------- | --- |
| Hi no Tori (Manga Shōnen (Gakudōsha)) (1954—1955)                          | Світанок (Manga Shōnen) | Manga Shōnen (Gakudōsha)      | липень 1954-травень 1955    | Рання версія арки «Світанок». Вона була призупинена після восьми розділів і залишилася незавершеною через припинення видання Manga Shonen. |
| Hi no Tori (Shōjo Club) (1956—1957)                                        | Єгипет                  | Shojo Club                    | травень 1956-жовтень 1956   | Перероблена версія манги, спрямована на молодих дівчат.                                                                                    |
| Hi no Tori (Shōjo Club) (1956—1957)                                        | Греція                  | Shojo Club                    | листопад 1956-липень 1957   | Перероблена версія манги, спрямована на молодих дівчат.                                                                                    |
| Hi no Tori (Shōjo Club) (1956—1957)                                        | Рим                     | Shojo Club                    | серпень 1957-грудень 1957   | Перероблена версія манги, спрямована на молодих дівчат.                                                                                    |
| Hi no Tori (COM, Manga Shōnen (Asahi Sonorama), і Yasei Jidai) (1967—1988) | Світанок                | COM                           | січень 1967-листопад 1967   | Перша арка та перероблена версія арки «Світанок» з Manga Shōnen (Gakudōsha).                                                               |
| Hi no Tori (COM, Manga Shōnen (Asahi Sonorama), і Yasei Jidai) (1967—1988) | Майбутнє                | COM                           | грудень 1967-вересень 1968  | |
| Hi no Tori (COM, Manga Shōnen (Asahi Sonorama), і Yasei Jidai) (1967—1988) | Ямато                   | COM                           | вересень 1968-лютий 1969    | |
| Hi no Tori (COM, Manga Shōnen (Asahi Sonorama), і Yasei Jidai) (1967—1988) | Космос                  | COM                           | березень 1969-липень 1969   | |
| Hi no Tori (COM, Manga Shōnen (Asahi Sonorama), і Yasei Jidai) (1967—1988) | Карма                   | COM                           | серпень 1969-вересень 1970  | |
| Hi no Tori (COM, Manga Shōnen (Asahi Sonorama), і Yasei Jidai) (1967—1988) | Відродження             | COM                           | жовтень 1970-вересень 1971  | |
| Hi no Tori (COM, Manga Shōnen (Asahi Sonorama), і Yasei Jidai) (1967—1988) | Плаття з пір'я          | COM                           | жовтень 1971                | |
| Hi no Tori (COM, Manga Shōnen (Asahi Sonorama), і Yasei Jidai) (1967—1988) | Перерва                 | COM                           | листопад 1971               | Коротка манга-есе, яка детально розповідає про виробництво Hi no Tori.                                                                     |
| Hi no Tori (COM, Manga Shōnen (Asahi Sonorama), і Yasei Jidai) (1967—1988) | Ностальгія (COM)        | COM (COM Comics)              | грудень 1971-січень 1972    | Рання версія арки «Ностальгія». Припинена після двох розділів.                                                                             |
| Hi no Tori (COM, Manga Shōnen (Asahi Sonorama), і Yasei Jidai) (1967—1988) | Бурхливі часи (COM)     | COM                           | серпень 1973                | Рання версія арки «Бурхливі часи». Скасована після однієї глави через припинення діяльності COM.                                           |
| Hi no Tori (COM, Manga Shōnen (Asahi Sonorama), і Yasei Jidai) (1967—1988) | Ностальгія              | Manga Shōnen (Asahi Sonorama) | вересень 1976-березень 1977 | |
| Hi no Tori (COM, Manga Shōnen (Asahi Sonorama), і Yasei Jidai) (1967—1988) | Бурхливі часи           | Manga Shōnen (Asahi Sonorama) | квітень 1978-липень 1980    | |
| Hi no Tori (COM, Manga Shōnen (Asahi Sonorama), і Yasei Jidai) (1967—1988) | Життя                   | Manga Shōnen (Asahi Sonorama) | серпень 1980-грудень 1980   | |
| Hi no Tori (COM, Manga Shōnen (Asahi Sonorama), і Yasei Jidai) (1967—1988) | Дивні істоти            | Manga Shōnen (Asahi Sonorama) | січень 1981-квітень 1981    | |
| Hi no Tori (COM, Manga Shōnen (Asahi Sonorama), і Yasei Jidai) (1967—1988) | Сонце                   | Yasei Jidai                   | січень 1986- лютий 1988     | Остання частина Hi no Tori, яка була завершена за життя Тедзуки.                                                                           |

## Адаптації

### Ігровий фільм
Живий бойовий фільм під назвою «Фенікс», заснований на сюжетній арці «Світанок», режисера Кона Ічікави та включно з деякими анімаційними послідовностями режисера Тедзуки, був випущений у 1978 році. До акторського складу увійшли Томісабуро Вакаяма і Тацуя Накадай. Він був випущений у Сполучених Штатах на відеомагнітофоні компанією Video Action у 1982 році з субтитрами. На сьогоднішній день фільм доступний на DVD лише в Іспанії, де він називається Fénix. У фільмі коротко з'явився Астро Бой, який замінив іншого персонажа, щоб проілюструвати його спроби сісти на коня. Композицію написали Мішель Легран і Джун Фукамачі.

### Аніме
Більшість томів Hi no Tori були адаптовані до аніме. У найвідомішому повнометражному фільмі Phoenix 2772 було адаптовано елементи з різних томів Hi no Tori та інших творів Тедзуки. 20 грудня 1986 року був випущений другий мультфільм, що адаптує арку «Карма», а пізніше його змінили два продовження у вигляди OVA про арки «Ямато» і «Космос» у 1987 році.
13-серійний аніме-серіал вийшов у 2004 році в Японії. 17 липня 2004 року був випущений короткометражний фільм про «Плаття з пір'я» від тієї ж команди, що й працювали над серіалом.
Прем'єра чотирисерійної адаптації у вигляді ONA від Studio 4°C під назвою Phoenix: Eden17 відбулася на Disney+ 13 вересня 2023 року. Режисером серіалу став Шьодзіро Нішімі, дизайном персонажів і анімацією займався Тацудзоу Нішіда, Ейко Танака виступила продюсером, а Кацунарі Мано і Саку Конохана написали сценарій серіалу. Прем'єра кіноверсії з іншою кінцівкою Phoenix: Reminiscence of Flower відбулася в японських кінотеатрах 3 листопада того ж року.

### Відеоігри
У 1987 році Konami адаптувала арку «Карма» до комп'ютерної гри на MSX2 та ігрової консолі Famicom. Незважаючи на той самий матеріал, це абсолютно різні ігри (вертикальна перестрілка та горизонтальний платформер відповідно), створені окремими командами.
Фенікс також з'явився в епізодичній ролі в серії Astro Boy 2003 року та грі Astro Boy: Omega Factor 2004 року для Nintendo Game Boy Advance разом із низкою інших персонажів Тезуки.

## Сприйняття і спадщина
Hi no Tori вважається однією з найкращих манг усіх часів, і часто вважається однією з найкращих манг Тедзуки. У 2006 році Hi no Tori посів 1-е місце в спеціальному рейтингу професіоналів Японського фестивалю медіа-мистецтва (що складається з критиків, редакторів, людей, які працюють у галузі тощо) за найкращу мангу всіх часів, який проводився на честь 10-річчя фестивалю. У опитуванні 2009 року, проведеному компанією Asahi Shimbun щодо «Найкращої манги Сьова», Hi no Tori посів 12-е місце, 3-те найвище місце серед манги Тедзуки після Astro Boy і Black Jack.
Мангака Наокі Урасава розповідав про те, що коли він уперше прочитав Hi no Tori, він був шокований тим, що існує твір такої якості, і що з того часу, як він його прочитав, ніщо не впливало на нього так сильно, що він відзначив би цей момент як момент свого дорослішання. Редактор журналу коміксів Мартін Скідмор назвав його «справжнім претендентом на звання найкращого твору коміксів будь-якого роду». Japan Times назвали його «японською поп-культурою в зеніті», заявивши, що він викликає критичні порівняння з «усім, від трагедії Шекспіра до раннього Уолта Діснея». В інтерв'ю манґака Хітоші Іваакі назвав її однією зі своїх улюблених манґ. У своїй книзі «Мистецтво Осаму Тезуки: Бог манґи» Гелен Маккарті каже, що вона «може вважатися сучасним еквівалентом циклу Перстня Нібелунга від Ваґнера». IGN, у своєму огляді десятого тому, сказав: «Ви ніколи не читали нічого подібного, і навряд чи коли-небудь прочитаєте». Дизайнер відеоігор Юджі Хорі та художник манги Кацухіро Отомо заявили, що це одна з їхніх улюблених манг Тедзуки.
Критик Ендрю Д. Арнольд, який писав для журналу Time, у рецензії на арку «Карма» заявив, що це «один з небагатьох коміксів, який вийшов за межі високого мистецтва у піднесене», і що «навряд чи можна торкнутися глибини цього глибоко витонченого твору в межах рецензії. Потрібно щось більше на кшталт екзегези. Тедзука створив книгу, яка поєднує захопливість, сюжет і характеристики найкращих романів із філософією найкращих духовних есе та красою графічного мистецтва в єдиний шедевр світової художньої літератури», і хоча вона «настільки ж розважальна, наскільки може бути розважальним будь-який комікс, вона чудесним чином досягає того, чого прагнуть і в чому зазнають невдачі менш релігійні комікси: просвітлення».
Титульний Фенікс вважається іконою манги, а скульптура персонажа представлена як видатна постійна виставка в Міжнародному музеї манги в Кіото. Біля музею манги Осаму Тедзуки також виставлена статуетка Фенікса.
Арка «Відродження» надихнула ліричну тему пісні «MDO» хеві-метал-гурту Lovebites у 2018 році. З нагоди 90-річчя Тедзуки 30 жовтня 2019 року Evil Line Records випустив збірний альбом New Gene, Inspired from Phoenix. Він містить пісні, натхненні Hi no Tori, написані та виконані різними виконавцями.